# Jens Peter Jacobsen

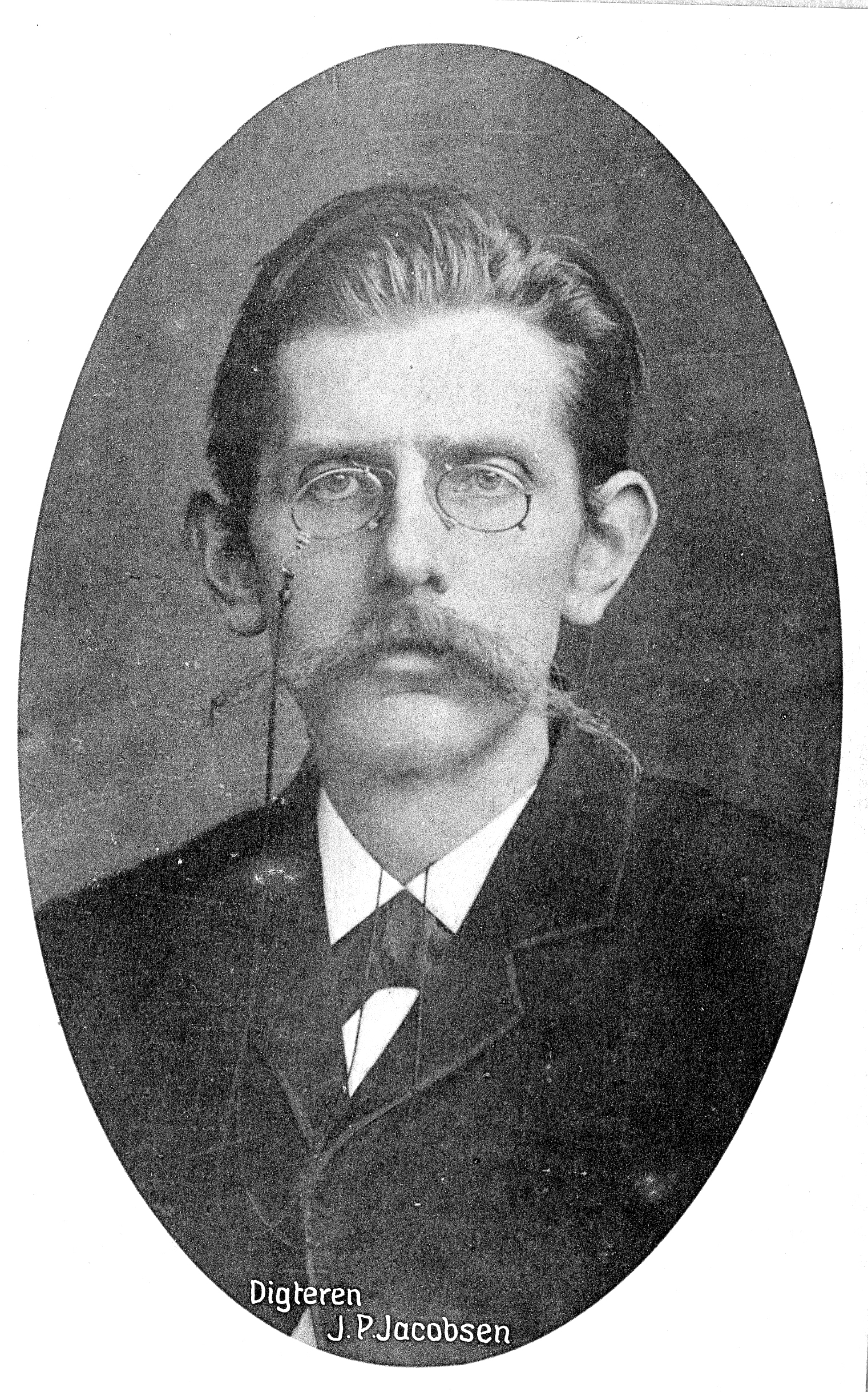
Jens Peter Jacobsen, 1879

Jens Peter Jacobsen (* 7. April 1847 in Thisted; † 30. April 1885 ebenda) war ein dänischer Schriftsteller.

## Leben
J. P. Jacobsen absolvierte nach dem Abitur ein Studium der Botanik, das er mit einer prämierten Dissertation über Algen abschloss. Er war ein begeisterter Anhänger von Charles Darwin, dessen Entstehung der Arten er ins Dänische übersetzte und so die Etablierung der Darwinschen Ideen in seinem Heimatland vorantrieb. Auf der Grundlage der Evolutionstheorie entwickelte sich Jacobsen nach schweren religiösen Zweifeln und einer unglücklichen Liebe zu einem entschiedenen Atheisten.
1873 führte ihn eine Reise nach Italien, in deren Verlauf er in Florenz schwer erkrankte. Er kehrte nach Dänemark zurück, wo er nach langem Leiden im Jahre 1885 an Tuberkulose starb.

## Werk
Kennzeichnend für J. P. Jacobsens Werke sind ein impressionistischer Stil von höchster Exaktheit und tiefer Introspektive in das Gemütsleben der Menschen. Er verfasste zwei Romane, einige Novellen und Gedichte. Seine Romane demonstrieren die Abhängigkeit des Menschen von Milieu und Veranlagung durch intensive Stimmungsbilder, die auf der Grundlage der Lebenswirklichkeit entwickelt werden.
Die meisten Werke Jacobsens tragen autobiografische Züge. Sie stellen die Situation des modernen Menschen dar, der sich in einer Welt ohne Gott zurechtfinden muss. Jacobsens Lyrik ist gleichermaßen stimmungsvoll, gedankenschwer und melancholisch. J. P. Jacobsen war mit Edvard Brandes und Georg Brandes befreundet, die ihm in ihrer Gesinnung verwandt waren.

## Wirkung
Der Wiener Komponist Arnold Schönberg vertonte Jacobsens Gurre-Lieder. Der britische Komponist Frederick Delius vertonte in seiner letzten Oper Fennimore und Gerda (1908–1910; Uraufführung 1919 in Frankfurt am Main) Szenen aus Jacobsens Roman Niels Lyhne. Jacobsens Lyrik, die die feinsten Seelenregungen und Naturstimmungen des Dichters sehr genau wiedergibt, hatte großen Einfluss auf Rainer Maria Rilke. Auch Stefan George, ebenso wie Rilke des Dänischen mächtig, hat J. P. Jacobsen mit großer Begeisterung gelesen. Jacobsen, den man ein Jahrhundert lang in Dänemark durch naturalistische Reduktion missverstand, war ein wichtiger Vorläufer der deutschen Symbolisten. So ist beispielsweise Thomas Manns Tonio Kröger deutlich von Jacobsens Niels Lyhne beeinflusst. Positiv bezieht sich auch der Dichter Gottfried Benn in seinem Gespräch von 1910 auf Jacobsen.

## Werke

### Zu Lebzeiten
- Mogens (Novelle), 1872
- Ein Schuss in den Nebel (Et Skud i Taagen, Novelle), 1875
- Frau Marie Grubbe (Fru Marie Grubbe, Roman), 1876
- Niels Lyhne (Roman), 1880
- Die Pest in Bergamo (Pesten i Bergamo, Novelle), 1881
- Mogens und andere Novellen (Mogens og andre Noveller), 1882
- Frau Fönss, Novelle 1882

### Posthum
- Digte (‚Gedichte‘), 1886
- Skitser og Udkast (‚Skizzen und Entwürfe‘), 1886

### Werke auf Deutsch
Die erste deutsche Werkausgabe erschien ab 1898 in drei Bänden und für mehrere Jahrzehnte beim einflussreichen Verleger Eugen Diederichs. Ab 1903 waren alle Bände vom Jugendstilkünstler Heinrich Vogeler illustriert. Diese Gesammelten Werke umfassten:
- Bd. 1: Novellen – Briefe – Gedichte. Übers. v. Marie Herzfeld, Gedichte deutsch v. Robert Franz Arnold
- Bd. 2: Frau Marie Grubbe. Interieurs aus dem siebzehnten Jahrhundert. Übers. v. Adolf Strodtmann
- Bd. 3: Niels Lyhne. Übers. v. Marie Herzfeld; ebenfalls von Anka Matthiesen